# Tengkidik
Tengkidik is een bestuurslaag in het regentschap Karo van de provincie Noord-Sumatra, Indonesië. Tengkidik telt 205 inwoners (volkstelling 2010).